# La Unión y el Fénix
La Unión y el Fénix va ser una companyia d'assegurances espanyola, fundada el 1879 per la fusió de les asseguradores La Unión (1856) i El Fénix Español (1864).
A més de la seva tasca asseguradora, va destacar per amortitzar el seu patrimoni mitjançant l'adquisició i reforma d'immobles. Aquests eren coronats per l'emblema de la companyia, una imatge de Ganimedes sobre una au fènix, dissenyada el 1911 per l'escultor francès Charles René de Saint-Marceaux.
El Banc Espanyol de Crèdit (Banesto) va prendre el control de l'entitat des de 1988 fins a desembre de 1993, quan ambdues empreses van ser intervingudes. Un mes després, fou absorbida per la multinacional francesa AGF, que la reanomenà com a AGF-Unión Fénix. La seva desaparició definitiva es va produir el 1998, quan Allianz va comprar AGF i va fusionar totes les seves filials a Espanya sota la marca alemanya.